# 이탈리아 사회공화국

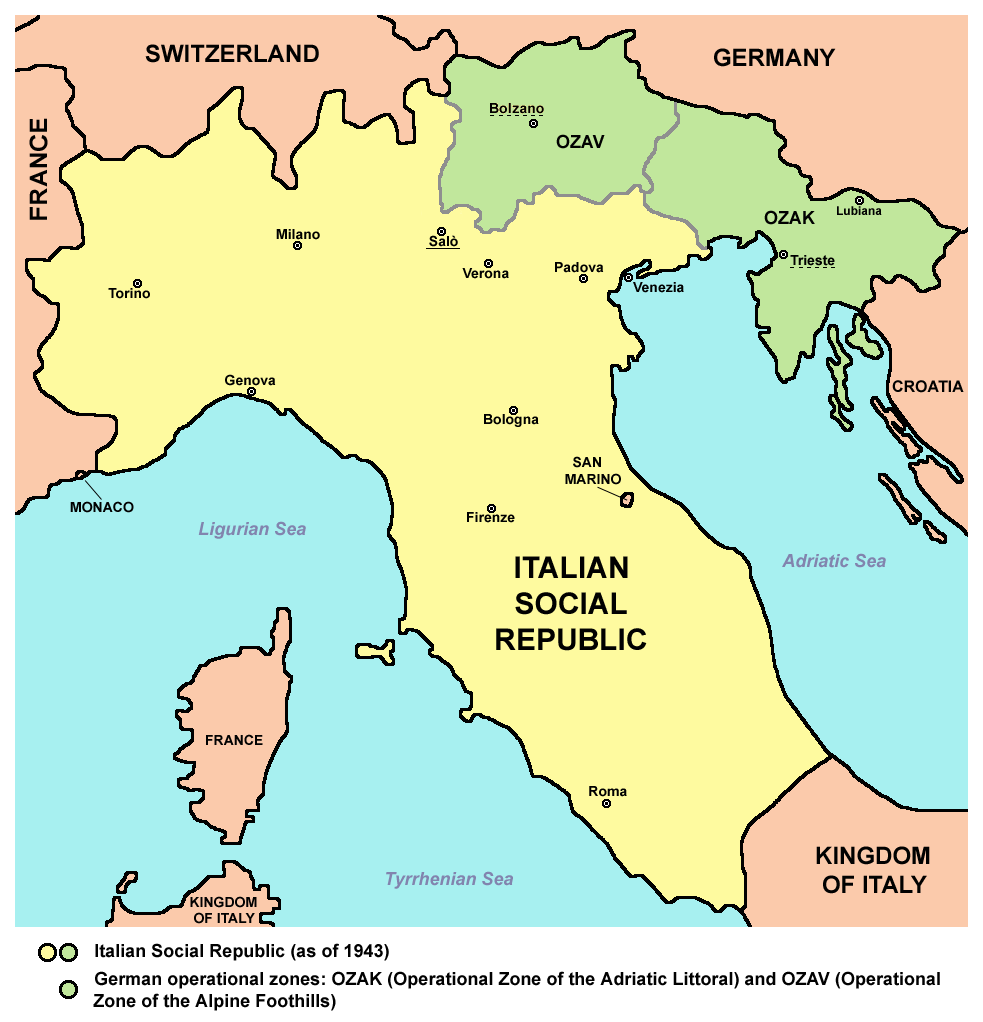

이탈리아 사회공화국(이탈리아어: Repubblica Sociale Italiana 레푸블리카 소찰레 이탈리아나[*], RSI)은 무솔리니가 세운 이탈리아 망명정부이다. 살로 공화국으로도 알려져 있다.
1943년 제2차 세계 대전에 이탈리아가 패배하면서 베니토 무솔리니는 나치 독일의 보호아래 살로라는 도시에 이탈리아 사회공화국 망명 정부를 세우고 살로 공화국이라 칭한다. 무솔리니는 그곳에서 히틀러와 상의를 하거나 이탈리아 회복 후의 사태 정리에 대해 의논하며 망명 정부의 역할을 했다. 나치 독일, 불가리아 왕국, 슬로바키아, 크로아티아 독립국, 루마니아 왕국, 헝가리 왕국, 일본 제국, 핀란드, 만주국 등 여러 추축국들이 이탈리아 사회공화국의 주권을 인정했을 뿐, 실질적으로는 나치 독일의 괴뢰 정부인 셈이다. 즉, 이름만 정부였지 사실상 알려지지도 않았으며 대부분의 내각의 장관감인 인사들이 대부분 베니토 무솔리니의 시기에 숙청되거나 미군의 이탈리아 본토 상륙 이후 사망했기에 제대로 된 국가 구실을 하지 못한 채 나치 독일의 꼭두각시 정부로 남은 것이다.
1945년 4월 25일 살로 공화국 정부가 해산되었고, 정부수반인 베니토 무솔리니가 스위스로 도망가던 중 공산주의 파르티잔 유격대들에게 잡혀 무참하게 살해 당하자 4월 28일, 군대 또한 항복 하였으며 완전히 소멸된다.

## RSI 탄생

### 배경
1943년 미국, 영국 등 연합군이 허스키 작전 성공으로 이탈리아 시칠리아섬이 점령당하자, 이탈리아 왕국의 국내 상황 및 여론은 악화되어갔고, 베니토 무솔리니의 전쟁 수행에 대한 비난 여론이 고조되어가고 있었다. 특히, 이탈리아 군부와 집권층에서 그 비난은 더욱 심화되어갔던 상황이었다. 하지만 베니토 무솔리니는 이러한 국내의 비난 여론과 자신에게 시시각각 다가오는 신변의 위협을 모른 채 7월 19일 북부 이탈리아 지역에서 나치독일의 총통 아돌프 히틀러와 회동하고 있었다. 한편, 그 시각에 수도 로마는 연합국의 폭격기들에 의해 폭격을 당했고, 로마에 사망자만 2,000명이 넘는 대참사가 벌어졌다.
사태가 이렇게 되면서 하원의장 디노 그란디(Dino Grandi)의 주도와 함께 이탈리아 국왕 에마누엘레 3세(Emmanuel III)의 지원으로 대 파시스트 평의회(Grand Fascist Council)는 무솔리니와 그의 내각을 실각시키고, 축출하여 1943년 7월 24일 무솔리니를 체포, 무솔리니는 알프스의 스키장인 '그랑삿소 산장'에 연금된다. 이어서 7월 25일 국왕 에마누엘레 3세는 무솔리니의 후임으로 피에트로 바돌리오(Badoglio)원수를 내각선임하고, 바돌리오는 즉시 새로운 정부를 구성하였다. 새로운 정부는 연합국과 비밀교섭을 벌이면서 이탈리아의 무조건 항복을 준비하고 있었다. 연합국에 무조건 항복할 항복교섭 내용에는 '이탈리아가 추축국에서 이탈하는 것은 물론, 나치 독일에 대한 선전포고를 한다.'는 내용도 포함되어 있었다.
이에 고무된 연합군 미국은 제82공정사단이 로마에 강하되도록 계획하여 9월, 제82공정사단의 포병을 지휘하는 맥스웰 D. 테일러 (Maxwell D. Taylor)준장이 비밀리에 로마로 강하하여 교섭에 들어갔다.
교섭은 순조롭게 진행되어 9월 3일 마침내 테일러는 바돌리오 내각의 이탈리아 정부가 휴전을 결정하도록 이끌어 냈다. 1943년 9월 8일 연합군 아이젠하워가 지휘하는 미군 제8군이 이탈리아 남부 본토지역에 상륙과 함께 바돌리오는 정식으로 연합국에 무조건 항복을 공포했다. 바돌리오는 항복을 발표한 직후, 국왕과 왕족을 데리고 연합국 진영으로 피신해 버린다. 이는 이탈리아 전역 전선에 남겨진 이탈리아 군대들이 앞으로 어떻게 해야하고, 어떤 지휘자의 명령을 따라야 하는지에 대한 명확한 지침도 내리지 않은상태에 이탈리아 군대는 혼란한 상태에 빠져버린다.
한편, 나치 독일은 이러한 이탈리아의 무조건 항복을 미리 예견했었고, 작전명 '알라릭 작전'과 '아크세 작전'(Operation Achse)을 개시해 알베르트 케셀링을 지휘관으로 8개 사단을 이탈리아 전선으로 증강배치하여 가는 곳마다 무력화되어 있는 상태에 있는 이탈리아 군대들을 무장해제 시켰고, 순식간에 이탈리아 중부까지 점령을 완료한다.

### 성립
1943년 9월 12일 나치 독일 첩보기관에서 수 주간 동안에 걸친 조사가 끝난 후 베니토 무솔리니의 행방을 파악하는 데 성공했다. 곧이어 그를 구하기 위한 작전이 실행되었다. 그를 구출하고자 오토 스코르체니의 SS특수부대가 행글라이더를 타고 베니토 무솔리니가 연금상태에 있는 '그랑삿소 산장'으로 진입하였고, 무솔리니를 구출한 스코르체니와 SS특공대는 경비행기를 타고, 탈출하여 무솔리니를 구출하는 데 성공한다.
탈출에 성공한 베니토 무솔리니는 나치스 총통 아돌프 히틀러의 압박을 받아 1943년 9월 23일 무솔리니를 정부수반으로 새로운 이탈리아 파시스트 정부가 수립되었다. 이 후 무솔리니는 군중들에게 연설을 하고, 연설에서 그는 '바돌리오 정부의 쿠테타는 실패했으며, 자신은 공화국을 계승할 것이다.'라고 선언하였다. 이로써 이탈리아 사회공화국이 수립되었던 것이다. 수도는 이탈리아 북부지방의 가르다(Garda) 호수의 작은 마을에 위치한 '살로'에 정한다. 무솔리니가 임명한 주요 각료들은 다음과 같다.
- 파시스트당 총재 - 알레사드로 파볼리니(Alessadro Pavolini)
- 내무장관 - 로베르토 파리나치(Roberto Farinacci)
- 육군 사령관 - 레나토 리치(Renato Ricci)
- 베를린 주재 대사 - 필리포 안푸소(Filippo Anfuso)
- 국방장관 - 로돌포 그라치아니 (Rodolfo Graziani)

이러한 과정을 거치면서 이탈리아 북부지방에 나치 독일 치하에 신생 이탈리아 국가가 탄생하게 되었다.

## 이탈리아 사회공화국의 역사
신생 정부인 이탈리아 사회공화국은 나치 독일의 괴뢰국이였다. 또한, 무솔리니에 반대하는 세력들은 진압하거나 숙청하기도 하였다. 1943년 11월 14일 '베로나 회의'에서 많은 안건들이 토의되었는데, 주요내용은 '신생 공화국의 국정을 안정시키고 국가의 골격을 만드는 안건'과 1943년 7월 25일 '대파시스트 평의회(Grand Fascist Council)에서 무솔리니 실각에 찬성표던진 자들의 처리', '북부 이탈리아 지역에서 파르티잔들 토벌 안건' 등등 모두 18개의 안건들이 파시스트당 총재였던 알레사드로 파볼리니에 의해맡겨졌고, 최종적으로 무솔리니의 승인을 얻는다. 베로나 회의가 끝나고, 파볼리니가 구상한 반역자들에 대한 숙청작업이 전개되어 페레라(Ferrara)에서 갈레아조 치아노, 에밀리오 데 보노 등 17명의 반 파시스트주의자들이 처형당했다.
무솔리니는 수도를 정하고 국가조직을 구축하고 정비하기 위한 노력들을 하였으나, 신생 정부 공화국은 나치독일에 압력을 받았었기 때문에 트리에스테(Trieste), 이스트리아(Istria), 티롤(Tyrol) 지방 등 일부지역을 나치 독일에 양도 할 수밖에 없었다. 또한, 국내에서는 어떠한 노동조합이나 파업도 일체금지되었으나, 무솔리니는 민심들의 지지를 얻기위해 노동자 계급의 지지를 받을 수 있는 정책들이 입안하도록 추진하였다. 그러나, 신생정부인 이탈리아 사회공화국은 나치 독일의 지원과 보호가 없이는 결코 존속하기 불가능했었기 때문에 이러한 정책들은 제대로 추진되지 않았고, 그저 이탈리아의 파르티잔 유격대나 이탈리아내에 거주하는 유대인 처리하는 일들에만 이용되었을 뿐 그 이상의 가치는 나치 독일에 의해서 정부가 운영되었을 뿐이었다.
반면, 남부에는 연합군의 점령하에 피에트로 바돌리오 내각중심으로 이탈리아 정부가 있었고, 살로공화국과 대치하고 있었다.
중북부 이탈리아 지역에 주둔하고 있는 독일군은 험준한 이탈리아 산악지역을 이용했다. 알베르트 케셀링이 지휘하는 독일군은 구스타프 라인, 베른하르트 라인, 발바라 라인, 아레초 라인, 고딕 라인 등 겹겹이 늘어선 산맥 방어선들을 따라 방어전을 전개하여 남부 이탈리아 지역에 있는 연합군들을 묶어두어 전선을 유지시켰다.
이탈리아 사회공화국은 1945년 4월 28일 연합국의 공격을 받고 제대로 싸워보지도 못한체 거의 전멸하다시피 했고, 무조건 항복하였다.

## RSI 군대조직

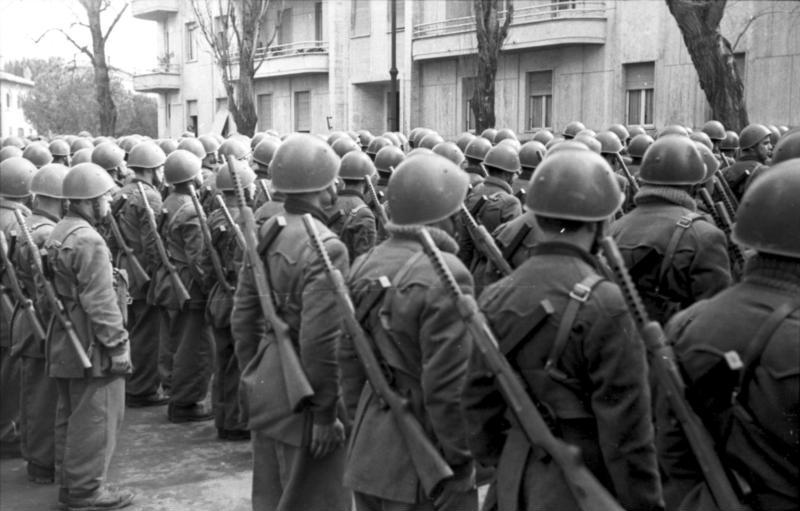
1944년 RSI 군대.

살로 공화국의 군사력은 '검은셔츠 여단'(Black Shirts Brigades)과 일부 몇몇의 의용군들이 전부였고, 이들은 연합군과의 전투를 치를 수 있는 능력조차도 안되었을 뿐만 아니라 파르티잔 유격대 및 게릴라 토벌을 할 수 있는 형편조차 되어 있지 않았다.

## 멸망
1945년 4월 25일 베니토 무솔리니의 살로 공화국 정부는 종말을 맞아 해체된다. 4월 25일은 오늘날 이탈리아에서 '해방일'(Liberation Day)이라고 알려지게 된다. 이 무렵 북부 이탈리아 지역에 있는 파르티잔 유격대들의 전면적인 공세와 독일군의 산악지대 방어라인 형성 등으로 남부 이탈리아 지역에서 묶여있던 연합군의 '춘계 공세' 등으로 독일군은 이탈리아 반도에서 완전히 축출되었다.
그 무렵, 국방장관 로돌포 그라치아니가 '이탈리아의 독일군 항복이 임박했다.'는 급보를 무솔리니에게 전한다. 무솔리니는 즉시 라디오 방송을 통해 '독일과의 동맹을 파기한다.'고 알리려 했었지만, 이미 너무 늦은 뒤었다. 그 날 저녁, 베니토 무솔리니는 전쟁 후의 전범 재판을 대비해 자신의 전범 혐의를 부정할 서류들을 챙기고 서둘러 이탈리아 탈출을 시도한다. 1945년 4월 27일 스위스로 탈출할려던 무솔리니와 그의 일행들은 파르티잔 유격대원들의 검문을 받게되어 들통이 나고, 즉결처분되어 체포되어 총살을 당한다. 총살당한 무솔리니를 비롯한 그의 일행들은 이어서 밀라노광장에 거꾸로 메달린채로 전시되었다.
4월 29일 독일군 하인리히 폰 피팅호프 장군이 카세르타(Caserta)에서 '이탈리아 주둔 추축군의 무조건적인 항복'에 서명하자, 이미 북부로 후퇴한 그라치아니도 항복할 수밖에 없었다. 항복은 5월 2일부터 발효됨으로써 이탈리아 사회공화국은 완전히 멸망하여 소멸된다.

## 같이 보기
- 이탈리아 내전
- 이탈리아 파시즘

## 참고자료
- Nicola Cospito, Hans Werner Neulen; Salò-Berlino: l'alleanza difficile. La Repubblica Sociale Italiana nei documenti segreti del Terzo Reich. Milano, Mursia, 1992, ISBN 978-88-425-1285-1
- Riccardo Lazzeri, Economia e finanza nella Repubblica Sociale Italiana 1943-1945, Milano, Terziaria, 1998. ISBN 88-86818-26-2
- Diego Meldi, La Repubblica di Salò, Santarcangelo di Romagna, Casini Editore, 2008. ISBN 978-88-6410-001-2
- Gianni Scipione Rossi, Serafino Mazzolini. Mussolini e il diplomatico. La vita e i diari di Serafino Mazzolini, un monarchico a Salò. Rubbettino, 2005, ISBN 978-88-498-1208-4
- Marino Viganò. Il ministero degli affari esteri e le relazioni internazionali della Repubblica Sociale Italiana (1943-1945). Milano, Jaca Book, 1991, ISBN 978-88-16-95081-8